# Évdilos
Évdilos (grec moderne : Εύδηλος) est un village du nord de l'île d’Icarie en Grèce.
Construite dans une petite vallée verdoyante, Évdilos est un village qui a gardé un caractère traditionnel en son centre.